# Водник (Саратовская область)
Водник — посёлок в Саратовской области России. С 1 января 2021 года входит в состав городского округа Саратова. 

## Физико-географическая характеристика
Посёлок расположен на юге Саратовского района, на берегу реки Волга. Расстояние до административного центра села Багаевка составляет 11 километров, до областного центра составляет 8 километров.   
Климат
Климат в Воднике как и в соседнем селе Трещиха умеренно-холодный со значительным количеством осадков. Даже в засушливый месяц наблюдается много дождя (согласно классификации климатов Кёппена — Dfa). Среднегодовая температура - 6.7 °C. 417 mm - среднегодовая норма осадков. Самый засушливый месяц - Март с осадками 23 mm. Большая часть осадков здесь выпадает в Июле, в среднем 42 mm.
Часовой пояс
посёлок Водник, как и вся Саратовская область, находится в часовой зоне МСК+1. Смещение применяемого времени относительно UTC составляет +4:00.
Уличная сеть
В Воднике семь улиц: Белоглинная, Заовражная, Саратовская, Волжская, Лесная, Дачная, Садовая. Также к селу относятся территории четырёх садово некоммерческих товариществ: Сапреал, Транспортник-2, Весенний ЭХ СХИ и Химик-3.

## Население
| 2002 | 2010 | 2019 |
| ---- | ---- | ---- |
| 372  | ↗394 | ↘373 |

Население составляет 373 человека (на 1 января 2019 года), насчитывается 138 дворов.

## Инфраструктура
На территории посёлка осуществляют свою деятельность фельдшерско-акушерский пункт. До 2012 года в посёлке Водник работал детский сад, который пострадал от пожара, здание сохранить не удалось. 
Населённый пункт частично газифицирован, из 138 дворов 113 имеют газоснабжение. 
На берегу Волги располагается база отдыха Водник, которая круглогодично готова принять до 40 отдыхающих.

## Достопримечательности
- Песчаный берег реки Волга, расположился вдоль протоки Мазутки.
- Песчаный карьер Водник, расположен между поселком и предприятием Саратоворгсинтез. Встречаются окаменелости мезозойской эры, останки беспозвоночных животных, губок, живших в неглубоких морях сотни миллионов лет назад на Саратовской земле[11].